# Paul Schott
Paul Schott ist das Pseudonym, unter dem die österreichischen Komponisten Julius Korngold und dessen Sohn Erich Wolfgang Korngold gemeinsame Werke veröffentlichten.